# Церковь Жён-Мироносиц (Псков)
Храм святых Жён-Мироносиц (Мироносицкая церковь на скудельницах) — православный храм XVI века в Пскове, расположенный на Мироносицком кладбище в районе Завеличье.

## История
В 1537 году закончилось строительство деревянной церкви во имя святых Жён-мироносиц. Уже тогда она получила свое название «со скудельниц», так как была кладбищенской церковью.
В 1546 году на месте уничтоженной пожаром церкви был построен каменный храм со звонницей (не сохранилась).
В первой половине XIX века был возведён боковой придел в честь святого Илии Пророка, перестроена крыша и другие элементы основной части храма.
В 1878 году было завершено строительство единоверческой часовни (не сохранилась).
В 1881 году над уже существовавшими главными кладбищенскими воротами была построена надвратная колокольня.
После 1917 года произошло разорение храма, утрата единоверческой часовни, запустение и разорение кладбища.
В 1930-е годы в храме размещался склад «Росбакалеи».
В 1955—1956 годах осуществлялось архитектурное восстановление храма.
В 1989 году состоялось возвращение храма верующим, начались регулярные богослужения.
В 1992 году при храме открылась приходская общеобразовательная православная школа регентов, просуществовавшая до 2014 года.
В 1990-х годах проводилась роспись иконостаса придельной церкви. Иконостас был выполнен иконописцем архимандритом Зиноном (Теодором).
До 2008 года настоятелем храма служил священник Павел Адельгейм.
В 2018 году при храме открылась школа звонарей, которая с 2020 года стала действовать при храме св. Димитрия Солунского.
В 2019 году началось восстановление придела в честь Рождества Христова.
В 2020 году при храме открылась Школа Женственности в честь свв. Жён-Мироносиц.

## Архитектура

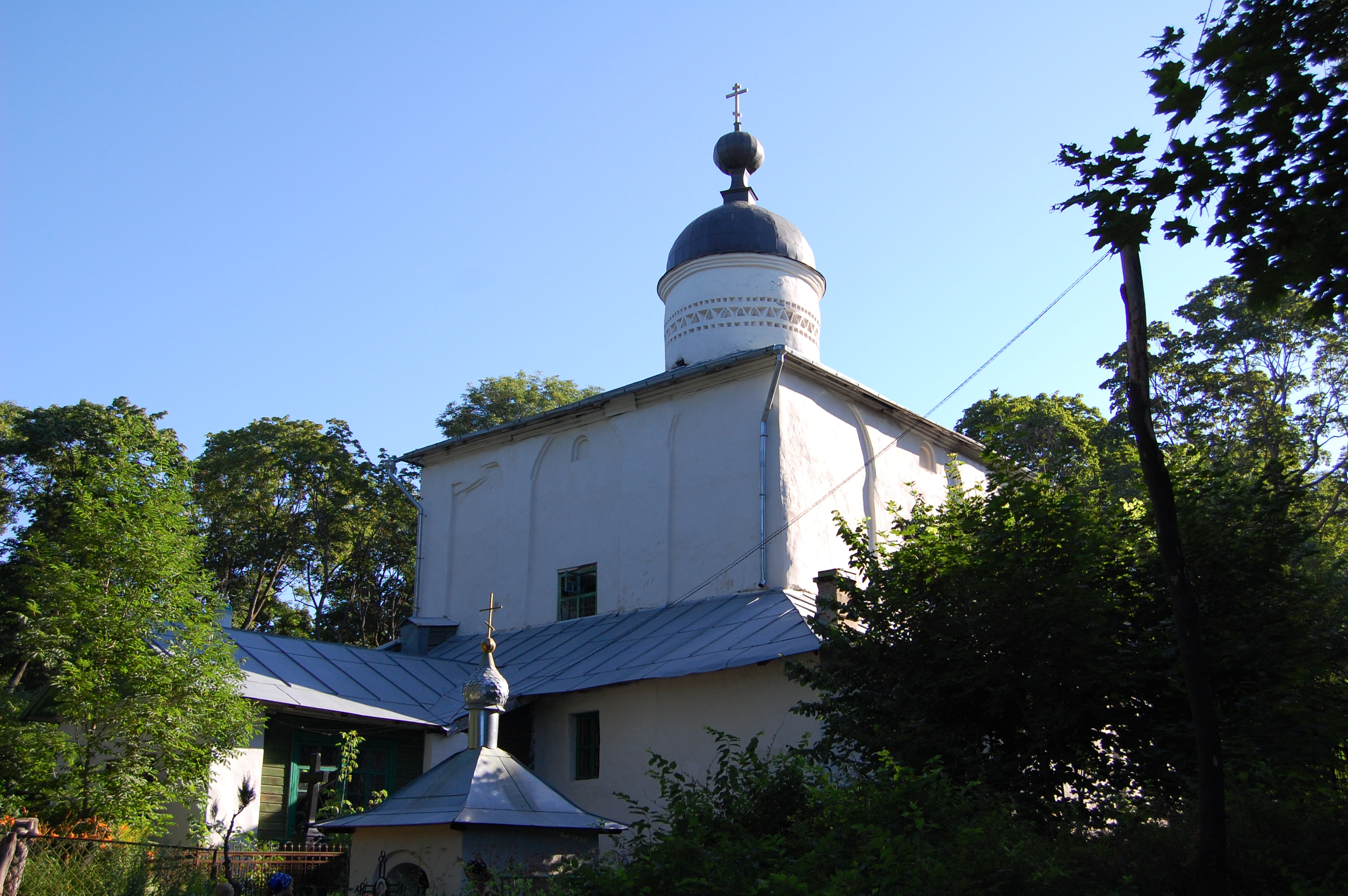
Храм с часовенкой

В 1946 году советский архитектор Юрий Спегальский писал о храме Жен-мироносиц:

Церковь Жен мироносиц построена в 1546 году на подцерковье, с главой на столпах и упрощенных сводах. Придел у неё в старину, возможно, был только с юга. Покрытия храма (и, очевидно, придела) были позакомарные. От старого придела осталась только абсида с окнами и голосниками, остальные его части перестроены в XIX веке. Западный притвор и старые галереи сломаны в XIX веке и вместо них сделаны новые пристройки. Звонница также не сохранилась. Лишь древний сход в подцерковье остался нетронутым. Юго-западнее храма стоит надгробная часовня конца XVI — начала XVII века. Несколько лет назад её старая штукатурка была заменена новой, совсем не похожей на старинную. Тогда же был сделан нынешний шатрик, отличающийся, однако, от первоначального, который был круче.
— Юрий Спегальский

## Галерея

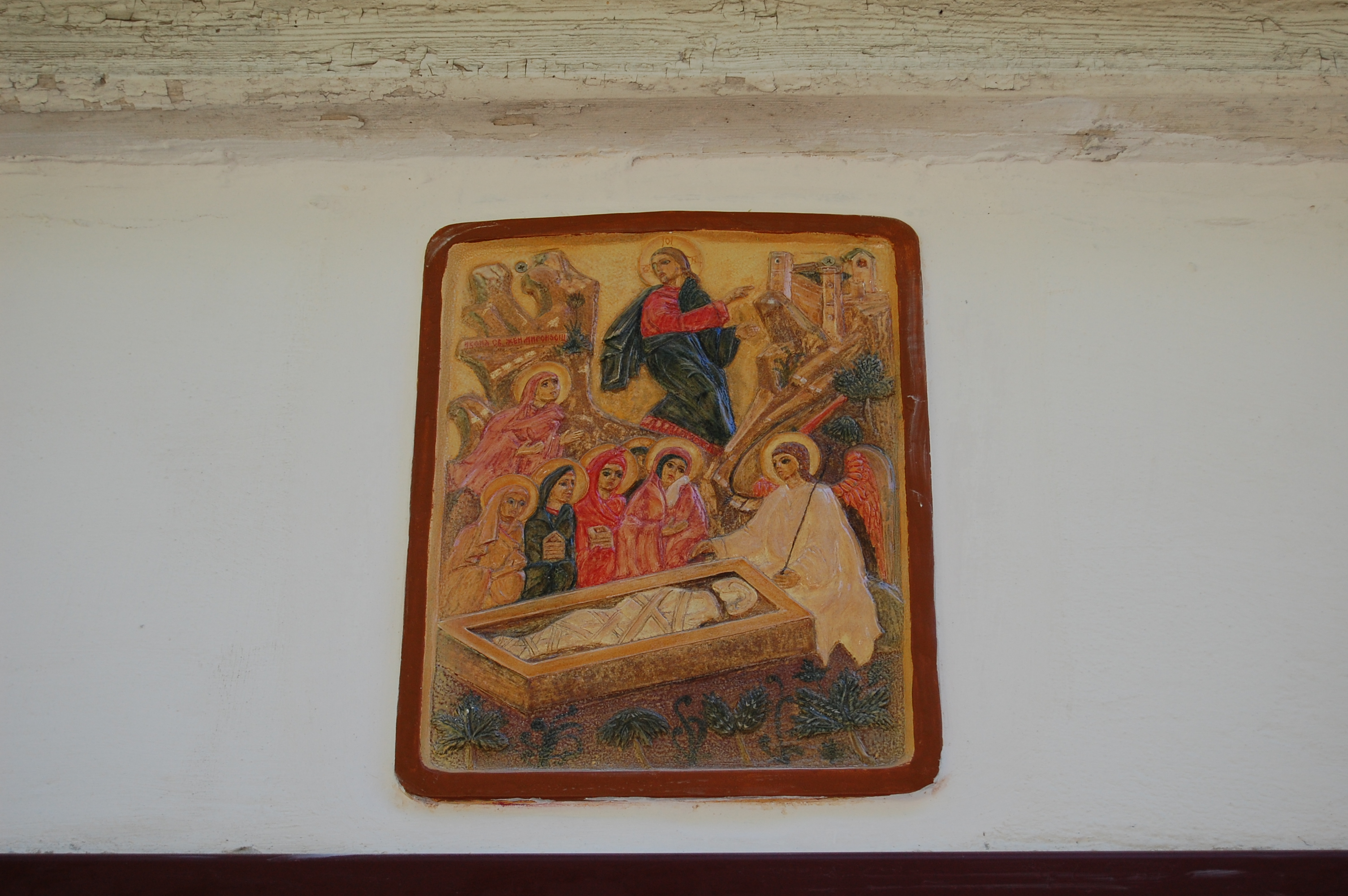
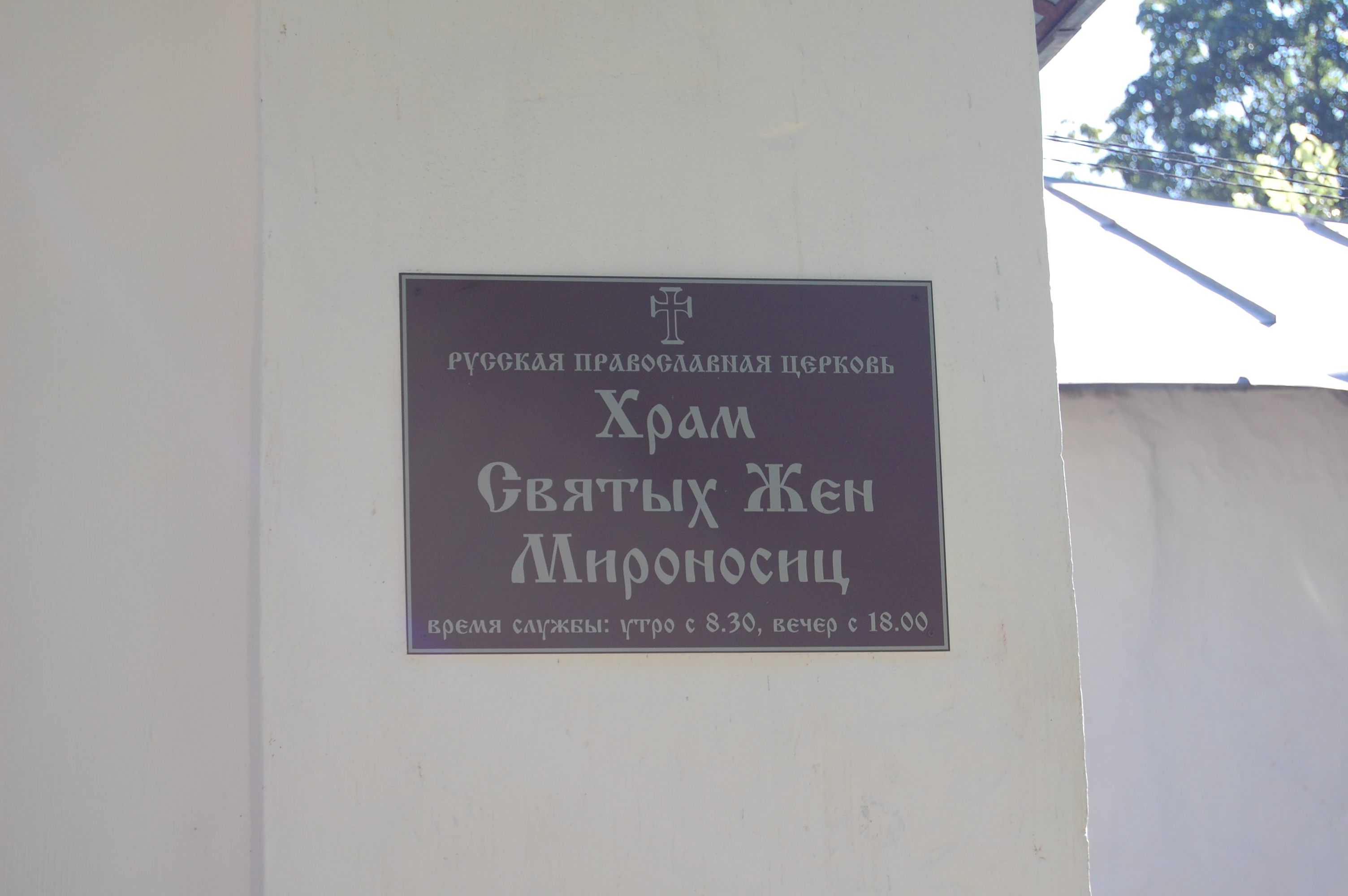